# Михайлівка (Плужненська сільська громада)
Миха́йлівка — село в Україні, у Плужненській сільській громаді Шепетівського району Хмельницької області. Населення становить 58 осіб.
На північ від села розташований ботанічний заказник «Конвалія травнева», на південь від села — ботанічний заказник «Травневий».